# Kfar Shmaryahu
Kfar Shmaryahu (en hebreo: כפר שמריהו) es un consejo local próximo a Tel Aviv y a Herzliya. Forma parte del Área metropolitana de Gush Dan y del Distrito de Tel Aviv. Fue fundado en 1937 por inmigrantes judíos de Alemania. A pesar de que originariamente era una colonia agrícola, actualmente es una urbanización de casas unifamiliares de lujo y muchas de las propiedades tienen más de una hectárea de extensión. Kfar Shmaryahu comparte una escuela primaria con la villa de Rishpon. Dispone, además, de guarderías, de un centro comercial, de una biblioteca pública y de un aeródromo que se usa como escuela de aviación y de enlace para aerotaxis.